# Anglo-Französisches Abkommen von 1890
Das Anglo-Französische Abkommen von 1890 war ein Vertrag, der die britischen und französischen Interessenssphären in Westafrika absteckte.

## Entwicklung

### Vorgeschichte
Im Juni 1890 handelte Lord Salisbury einen Vertrag mit dem Deutschen Kaiserreich aus, in dem das Vereinigte Königreich Helgoland abtrat, unter der Voraussetzung, dass Deutschland die Ansprüche auf Uganda fallen ließ, die Protektorate nördlich der Küste von Witu abtrat und das britische Protektorat über Sansibar anerkannte.

### Ausverhandlung des Vertrags
Obwohl Frankreich eine Partei der gemeinsamen Erklärung von 1862 war, die Sansibar die Unabhängigkeit garantierte, informierte Salisbury die Franzosen nicht über die geplante Änderung des Status der Insel. Außerdem gab er keine Sicherheit dafür, dass die französischen Rechte auf der heute tansanischen Insel respektiert werden würden. Als die Franzosen protestierten, entschuldigte sich Salisbury und begann Verhandlungen mit dem französischen Botschafter William Henry Waddington. Die Verhandlungen fanden ein Ende und die Vereinbarung wurde am 5. August 1890 unterzeichnet.

## Inhalt
Nach dem Vertrag musste Frankreich das britische Protektorat über Sansibar anerkennen und im Gegenzug die Briten das französische Protektorat über Madagaskar und den Einflussbereich "südlich ihrer Besitztümer am Mittelmeer, bis zu einer Linie von Say am Niger, bis Barruwa am Tschadsee, so gezogen, dass der Bereich der gesamten Royal Niger Company das Königreich von Sokoto umfasst", anerkennen.